# Vitória Futebol Clube
|  | Aquest article tracta sobre el club portuguès. Si cerqueu pel club brasiler, vegeu «Vitória Futebol Clube (ES)». |

El Vitória Futebol Clube, conegut també com a Vitória de Setúbal és un club de futbol de la ciutat de Setúbal, a Portugal. Va ser fundat el 20 de novembre de 1910. Entre els seus triomfs més destacats cal esmentar tres copes de Portugal.

## Palmarès
- Copa de Portugal (3): 1964/65, 1966/67, 2004/05
- Copa de la Lliga de Portugal (1): 2007/08
- Campionat de Setúbal (12): 1927/1928, 1928/1929, 1931/1932, 1932/1933, 1933/1934, 1934/1935, 1935/1936, 1936/1937, 1943/1944, 1944/1945, 1945/1946, 1946/1947